# Gorni Łom
Gorni Łom (bułg. Горни Лом) – wieś w północno-zachodniej Bułgarii, w obwodzie Widin, w gminie Czuprene. Według danych szacunkowych Ujednoliconego Systemu Ewidencji Ludności oraz Usług Administracyjnych dla Ludności, 15 grudnia 2018 roku miejscowość liczyła 676 mieszkańców.

## Geografia
Wieś położona jest w górnym biegu rzeki Łom, w Starej Płaninie.

## Ekonimika
W miejscowości znajduje się zakład materiałów wybuchowych oraz hydroelektrownia.